# 和泉涼太
和泉 涼太（いずみ りょうた、1983年11月14日 - ）は、俳優、シンガーソングライターである。東京都出身。身長172cm。

## 主な出演作品

### 映画
- HEAVENHELL

### 舞台
- 風より迅く
- 知らざあ言って聞かせやしょう
- 太陽の破片
- 飯縄おろし - オフィスプロジェクトM
- 黒船だぁ！ - 劇団離風霊船

他多数